# Gabriele Scappi
Gabriele Scappi (Reggiolo, 27 febbraio 1939) è un ex calciatore italiano, di ruolo mediano.

## Carriera
Acquistato giovanissimo dalla SPAL, il suo esordio in Serie A avviene il 19 aprile 1959 quando i biancoazzurri conquistano un pareggio per 0-0 contro il Milan che conquisterà lo scudetto in quel campionato. Scappi è ancora in campo la domenica successiva quando la SPAL batte la Fiorentina - che giungerà seconda - a Ferrara con il risultato di 2-1.
L'anno successivo viene ceduto in prestito in Serie B alla Sambenedettese per poi tornare l'anno successivo nella città estense dove gioca 15 gare nella massima serie. L'anno successivo parte tra i titolari, perdendo il posto da titolare dopo la sconfitta patita dalla SPAL a Firenze per 5-1 l'8 ottobre 1961.
Milita poi in Serie C nella Lucchese e successivamente nell'Akragas.
Complessivamente è sceso in campo 25 volte in Serie A.

La rosa della SPAL 1961-1962, anno della finale di Coppa Italia: Scappi è l'ultimo inginocchiato alla sinistra di Carlo Novelli.